# Tercera División de España 1964-65
La temporada 1964–65 de la Tercera División de España de fútbol corresponde a la 28ª edición del campeonato y se disputó entre el 6 de septiembre de 1964 y el 23 de junio de 1965.

## Sistema de competición
La Tercera División de España 1964-65 fue organizada por la Federación Española de Fútbol (RFEF).
El campeonato contó con la participación de 221 clubes divididos en quince grupos. La competición siguió un sistema de liga, de modo que los equipos de cada grupo se enfrentaron entre sí, todos contra todos en dos ocasiones -una en campo propio y otra en campo contrario- sumando un total de treinta jornadas. El orden de los encuentros se decidió por sorteo antes de empezar la competición.
Se estableció una clasificación con arreglo a los puntos obtenidos en cada enfrentamiento, a razón de dos por partido ganado, uno por empatado y ninguno en caso de derrota. En caso de empate a puntos entre dos o más clubes en la clasificación, se tuvo en cuenta el mayor cociente de goles. 
Los primeros clasificados de cada grupo disputaron la Fase de Ascenso en sistema de eliminatorias a doble partido a partir de octavos de final. Los cuatro vencedores de los cuartos de final ascendieron a Segunda División.
Los segundos clasificados de cada grupo disputaron la Promoción de Ascenso en sistema de eliminatorias a doble partido a partir de octavos de final. Los cuatro vencedores de los cuartos de final se enfrentaron en otra eliminatoria a los decimoterceros y decimocuartos clasificados de los dos grupos de Segunda División para decidir ascenso o permanencia según el caso.
Hubo una excepción en el grupo catalán, los dos grupos históricos catalanes permanecían intactos pero jugaban en un único grupo con mayor número de equipos que el resto. Los dos primeros clasificados disputaron la Fase de Ascenso, mientras que el tercer y cuarto clasificado jugaban la Promoción de Ascenso.
En todos los grupos hubo descensos directos a categoría regional.

## Clasificaciones

### Grupo I
| Pos. | Equipo                     | Pts. | PJ | G  | E | P  | GF | GC | Dif. | Clasificación                                            |
| ---- | -------------------------- | ---- | -- | -- | - | -- | -- | -- | ---- | -------------------------------------------------------- |
| 1    | Club Ferrol                | 53   | 30 | 26 | 1 | 3  | 76 | 16 | +60  | Acceso a Promoción de ascenso para campeones de grupo    |
| 2    | S. D. Compostela           | 48   | 30 | 22 | 4 | 4  | 85 | 30 | +55  | Acceso a Promoción de ascenso para subcampeones de grupo |
| 3    | C. D. Lugo                 | 41   | 30 | 18 | 5 | 7  | 63 | 26 | +37  |                                                          |
| 4    | Fabril Deportivo           | 39   | 30 | 17 | 5 | 8  | 51 | 31 | +20  |                                                          |
| 5    | Club Gran Peña             | 30   | 30 | 13 | 4 | 13 | 43 | 43 | 0    |                                                          |
| 6    | Alondras C. F.             | 28   | 30 | 12 | 4 | 14 | 49 | 63 | −14  |                                                          |
| 7    | C. D. Choco                | 25   | 30 | 9  | 7 | 14 | 49 | 57 | −8   |                                                          |
| 8    | Arosa S. C.                | 25   | 30 | 9  | 7 | 14 | 30 | 45 | −15  |                                                          |
| 9    | Corujo C. F.               | 24   | 30 | 10 | 4 | 16 | 41 | 58 | −17  |                                                          |
| 10   | Turista S. C.              | 24   | 30 | 9  | 6 | 15 | 33 | 51 | −18  |                                                          |
| 11   | Club Lemos                 | 24   | 30 | 10 | 4 | 16 | 29 | 50 | −21  |                                                          |
| 12   | A. D. Couto                | 24   | 30 | 10 | 4 | 16 | 38 | 57 | −19  |                                                          |
| 13   | C. D. Arenteiro            | 24   | 30 | 8  | 8 | 14 | 32 | 57 | −25  |                                                          |
| 14   | Arsenal C. F. (D)          | 24   | 30 | 8  | 8 | 14 | 34 | 36 | −2   | Descenso a Categoría Regional                            |
| 15   | C. F. Calvo Sotelo PGR (D) | 24   | 30 | 9  | 6 | 15 | 47 | 64 | −17  | Descenso a Categoría Regional                            |
| 16   | C. D. Foz (D)              | 23   | 30 | 10 | 3 | 17 | 47 | 63 | −16  | Descenso a Categoría Regional                            |

 Fuente: Fútbol Regional
Notas:
1. ↑  El Arsenal C. F. renunció a su plaza para la siguiente temporada.

### Grupo II
| Pos. | Equipo                          | Pts. | PJ | G  | E  | P  | GF | GC | Dif. | Clasificación                                            |
| ---- | ------------------------------- | ---- | -- | -- | -- | -- | -- | -- | ---- | -------------------------------------------------------- |
| 1    | Real Avilés C. F.               | 52   | 30 | 24 | 4  | 2  | 74 | 15 | +59  | Acceso a Promoción de ascenso para campeones de grupo    |
| 2    | Caudal Deportivo                | 43   | 30 | 19 | 5  | 6  | 62 | 28 | +34  | Acceso a Promoción de ascenso para subcampeones de grupo |
| 3    | C. D. Praviano                  | 43   | 30 | 18 | 7  | 5  | 57 | 32 | +25  |                                                          |
| 4    | S. D. La Camocha                | 37   | 30 | 15 | 7  | 8  | 60 | 42 | +18  |                                                          |
| 5    | C. D. San Martín                | 33   | 30 | 14 | 5  | 11 | 49 | 33 | +16  |                                                          |
| 6    | S. D. Vetusta                   | 32   | 30 | 15 | 2  | 13 | 59 | 44 | +15  |                                                          |
| 7    | C. D. Llaranes                  | 30   | 30 | 13 | 4  | 13 | 50 | 43 | +7   |                                                          |
| 8    | C. D. Turón                     | 30   | 28 | 11 | 8  | 9  | 49 | 48 | +1   |                                                          |
| 9    | Luarca C. F.                    | 30   | 30 | 10 | 10 | 10 | 35 | 44 | −9   |                                                          |
| 10   | Candás C. F.                    | 27   | 30 | 9  | 9  | 12 | 33 | 45 | −12  |                                                          |
| 11   | Club Siero                      | 25   | 30 | 8  | 9  | 13 | 40 | 53 | −13  |                                                          |
| 12   | Pelayo C. F.                    | 24   | 30 | 10 | 4  | 16 | 41 | 56 | −15  |                                                          |
| 13   | C. D. Lieres                    | 24   | 30 | 11 | 2  | 17 | 55 | 73 | −18  |                                                          |
| 14   | Santa Marina C. F.              | 21   | 30 | 8  | 5  | 17 | 37 | 69 | −32  |                                                          |
| 15   | Santiago de Aller C. F. (D)     | 19   | 30 | 7  | 5  | 18 | 34 | 65 | −31  | Descenso a Categoría Regional                            |
| 16   | U. D. San Esteban de Pravia (D) | 8    | 30 | 4  | 2  | 24 | 30 | 75 | −45  | Descenso a Categoría Regional                            |

 Fuente: Fútbol Regional
Notas:
1. ↑  El C. D. Llaranes cambió su nombre a Club Deportivo Ensidesa para la siguiente temporada.

### Grupo III
| Pos. | Equipo                       | Pts. | PJ | G  | E  | P  | GF | GC | Dif. | Clasificación                                            |
| ---- | ---------------------------- | ---- | -- | -- | -- | -- | -- | -- | ---- | -------------------------------------------------------- |
| 1    | Gimnástica de Torrelavega    | 44   | 30 | 20 | 4  | 6  | 87 | 34 | +53  | Acceso a Promoción de ascenso para campeones de grupo    |
| 2    | Club Sestao                  | 40   | 30 | 18 | 4  | 8  | 53 | 37 | +16  | Acceso a Promoción de ascenso para subcampeones de grupo |
| 3    | S. D. Unión Club             | 35   | 30 | 12 | 11 | 7  | 47 | 38 | +9   |                                                          |
| 4    | Club Portugalete             | 33   | 30 | 14 | 5  | 11 | 48 | 43 | +5   |                                                          |
| 5    | Arenas Club                  | 32   | 30 | 15 | 2  | 13 | 47 | 34 | +13  |                                                          |
| 6    | C. D. Laredo                 | 32   | 30 | 12 | 8  | 10 | 38 | 47 | −9   |                                                          |
| 7    | S. D. Amorebieta             | 30   | 30 | 13 | 4  | 13 | 54 | 44 | +10  |                                                          |
| 8    | S. D. Rayo Cantabria         | 29   | 30 | 11 | 7  | 12 | 43 | 49 | −6   |                                                          |
| 9    | C. D. Santurce               | 29   | 30 | 10 | 9  | 11 | 44 | 45 | −1   |                                                          |
| 10   | C. D. Basconia               | 29   | 30 | 12 | 5  | 13 | 46 | 57 | −11  |                                                          |
| 11   | C. D. Guecho                 | 29   | 30 | 12 | 5  | 13 | 46 | 48 | −2   |                                                          |
| 12   | Club Erandio                 | 27   | 30 | 12 | 3  | 15 | 54 | 60 | −6   |                                                          |
| 13   | U. S. San Vicente            | 27   | 30 | 11 | 5  | 14 | 47 | 55 | −8   |                                                          |
| 14   | Cultural Guarnizo            | 24   | 30 | 8  | 8  | 14 | 39 | 60 | −21  |                                                          |
| 15   | S. D. Deusto-Universidad (D) | 24   | 30 | 9  | 6  | 15 | 44 | 63 | −19  | Descenso a Categoría Regional                            |
| 16   | C. D. Villosa (D)            | 16   | 30 | 5  | 6  | 19 | 34 | 57 | −23  | Descenso a Categoría Regional                            |

 Fuente: Fútbol Regional

### Grupo IV
| Pos. | Equipo                        | Pts. | PJ | G  | E | P  | GF | GC | Dif. | Clasificación                                            |
| ---- | ----------------------------- | ---- | -- | -- | - | -- | -- | -- | ---- | -------------------------------------------------------- |
| 1    | Deportivo Alavés              | 47   | 30 | 20 | 7 | 3  | 65 | 31 | +34  | Acceso a Promoción de ascenso para campeones de grupo    |
| 2    | S. D. Eibar                   | 46   | 30 | 21 | 4 | 5  | 74 | 21 | +53  | Acceso a Promoción de ascenso para subcampeones de grupo |
| 3    | S. D. Euskalduna              | 40   | 30 | 17 | 6 | 7  | 50 | 30 | +20  |                                                          |
| 4    | C. D. Logroñés                | 33   | 30 | 12 | 9 | 9  | 57 | 41 | +16  |                                                          |
| 5    | C. D. Motrico                 | 33   | 30 | 14 | 5 | 11 | 53 | 47 | +6   |                                                          |
| 6    | C. D. Oberena                 | 32   | 30 | 13 | 6 | 11 | 50 | 36 | +14  |                                                          |
| 7    | C. D. Touring                 | 29   | 30 | 12 | 5 | 13 | 49 | 62 | −13  |                                                          |
| 8    | C. Osasuna-Chantrea           | 29   | 30 | 12 | 5 | 13 | 46 | 43 | +3   |                                                          |
| 9    | C. D. Alfaro                  | 27   | 30 | 12 | 3 | 15 | 47 | 55 | −8   |                                                          |
| 10   | C. D. Mirandés                | 27   | 30 | 11 | 5 | 14 | 44 | 54 | −10  |                                                          |
| 11   | C. D. Calahorra               | 26   | 30 | 10 | 6 | 14 | 34 | 55 | −21  |                                                          |
| 12   | San Sebastián C. F.           | 26   | 30 | 9  | 8 | 13 | 49 | 46 | +3   |                                                          |
| 13   | J. D. Mondragón               | 25   | 30 | 10 | 5 | 15 | 65 | 69 | −4   | Acceso a Promoción de permanencia                        |
| 14   | C. D. Aurrerá de Ondarroa (D) | 23   | 30 | 10 | 3 | 17 | 34 | 53 | −19  | Acceso a Promoción de permanencia                        |
| 15   | S. D. Beasain (D)             | 23   | 30 | 10 | 3 | 17 | 35 | 64 | −29  | Descenso a Categoría Regional                            |
| 16   | C. D. Azcoyen (D)             | 14   | 30 | 4  | 6 | 20 | 28 | 73 | −45  | Descenso a Categoría Regional                            |

 Fuente: Fútbol Regional

### Grupo V
| Pos. | Equipo                     | Pts. | PJ | G  | E | P  | GF  | GC | Dif. | Clasificación                                            |
| ---- | -------------------------- | ---- | -- | -- | - | -- | --- | -- | ---- | -------------------------------------------------------- |
| 1    | C. D. Calvo Sotelo Andorra | 49   | 30 | 23 | 3 | 4  | 107 | 18 | +89  | Acceso a Promoción de ascenso para campeones de grupo    |
| 2    | S. D. Huesca               | 44   | 30 | 18 | 8 | 4  | 65  | 29 | +36  | Acceso a Promoción de ascenso para subcampeones de grupo |
| 3    | C. D. Numancia             | 40   | 30 | 17 | 6 | 7  | 61  | 32 | +29  |                                                          |
| 4    | U. D. Barbastro            | 39   | 30 | 18 | 3 | 9  | 43  | 38 | +5   |                                                          |
| 5    | C. D. Aragón               | 34   | 30 | 15 | 4 | 11 | 40  | 32 | +8   |                                                          |
| 6    | A. C. D. Tarazona (D)      | 34   | 30 | 15 | 4 | 11 | 66  | 40 | +26  | Descenso a Categoría Regional                            |
| 7    | C. D. Calatayud (D)        | 34   | 30 | 14 | 6 | 10 | 57  | 45 | +12  | Descenso a Categoría Regional                            |
| 8    | C. D. Mequinenza           | 33   | 30 | 15 | 3 | 12 | 63  | 58 | +5   |                                                          |
| 9    | C. D. Caspe                | 30   | 30 | 11 | 8 | 11 | 48  | 47 | +1   |                                                          |
| 10   | Arenas S. D.               | 24   | 30 | 11 | 2 | 17 | 39  | 68 | −29  |                                                          |
| 11   | Atlético de Monzón         | 24   | 30 | 9  | 6 | 15 | 38  | 58 | −20  |                                                          |
| 12   | C. D. Ejea                 | 23   | 30 | 9  | 5 | 16 | 46  | 54 | −8   |                                                          |
| 13   | C.D. Calvo Sotelo Escatrón | 21   | 30 | 8  | 5 | 17 | 34  | 63 | −29  |                                                          |
| 14   | C. D. Teruel               | 21   | 30 | 6  | 9 | 15 | 34  | 62 | −28  |                                                          |
| 15   | C. F. Renfe                | 17   | 30 | 5  | 7 | 18 | 31  | 60 | −29  |                                                          |
| 16   | Alcañiz C. F.              | 13   | 30 | 3  | 7 | 20 | 24  | 92 | −68  |                                                          |

 Fuente: Fútbol Regional
Notas:
1. ↑  La A. C. D. Tarazona desapareció al finalizar la temporada.
2. ↑  El C. D. Calatayud renunció a su plaza para la siguiente temporada.

### Grupos VI-VII
| Pos. | Equipo                   | Pts. | PJ | G  | E  | P  | GF | GC  | Dif. | Clasificación                                            |
| ---- | ------------------------ | ---- | -- | -- | -- | -- | -- | --- | ---- | -------------------------------------------------------- |
| 1    | C. D. Condal             | 48   | 38 | 19 | 10 | 9  | 86 | 44  | +42  | Acceso a Promoción de ascenso para campeones de grupo    |
| 2    | U. D. Lérida             | 47   | 38 | 18 | 11 | 9  | 66 | 38  | +28  | Acceso a Promoción de ascenso para campeones de grupo    |
| 3    | Gimnástico de Tarragona  | 46   | 38 | 20 | 6  | 12 | 71 | 50  | +21  | Acceso a Promoción de ascenso para subcampeones de grupo |
| 4    | U. D. Sans               | 45   | 38 | 18 | 9  | 11 | 56 | 38  | +18  | Acceso a Promoción de ascenso para subcampeones de grupo |
| 5    | C. F. Balaguer           | 45   | 38 | 17 | 11 | 10 | 59 | 42  | +17  |                                                          |
| 6    | C. F. Calella            | 42   | 38 | 19 | 4  | 15 | 52 | 49  | +3   |                                                          |
| 7    | Gerona C. F.             | 41   | 38 | 17 | 7  | 14 | 64 | 48  | +16  |                                                          |
| 8    | C. F. Reus Deportivo     | 41   | 38 | 16 | 9  | 13 | 67 | 47  | +20  |                                                          |
| 9    | C. D. Granollers         | 40   | 38 | 14 | 12 | 12 | 66 | 60  | +6   |                                                          |
| 10   | C. D. Tarrasa            | 39   | 38 | 15 | 9  | 14 | 54 | 56  | −2   |                                                          |
| 11   | C. D. San Andrés         | 39   | 38 | 15 | 9  | 14 | 65 | 60  | +5   |                                                          |
| 12   | C. D. Tortosa            | 39   | 38 | 16 | 7  | 15 | 53 | 45  | +8   |                                                          |
| 13   | U. D. Vich               | 37   | 38 | 14 | 9  | 15 | 59 | 54  | +5   |                                                          |
| 14   | C. D. Mataró             | 37   | 38 | 14 | 9  | 15 | 45 | 46  | −1   |                                                          |
| 15   | C. D. Manresa            | 35   | 38 | 14 | 7  | 17 | 43 | 62  | −19  |                                                          |
| 16   | C. F. Palafrugell        | 33   | 38 | 15 | 3  | 20 | 57 | 70  | −13  | Descenso a Categoría Regional                            |
| 17   | C. D. Fabra y Coats      | 32   | 38 | 12 | 8  | 18 | 50 | 68  | −18  |                                                          |
| 18   | U. D. Olot               | 32   | 38 | 12 | 8  | 18 | 60 | 69  | −9   |                                                          |
| 19   | C. F. Villafranca        | 30   | 38 | 11 | 8  | 19 | 43 | 80  | −37  | Descenso a Categoría Regional                            |
| 20   | C. F. Atlético Gironella | 12   | 38 | 3  | 6  | 29 | 29 | 119 | −90  | Descenso a Categoría Regional                            |

 Fuente: Fútbol Regional
Notas:
1. ↑  El C. F. Palafrugell perdió la categoría por motivos económicos.
2. ↑  Para la siguiente temporada el C. D. Fabra y Coats se fusionó con la U. D. Cataluña para formar el Atlético Cataluña Club de Fútbol.

### Grupo VIII
| Pos. | Equipo                   | Pts. | PJ | G  | E | P | GF | GC | Dif. | Clasificación                                            |
| ---- | ------------------------ | ---- | -- | -- | - | - | -- | -- | ---- | -------------------------------------------------------- |
| 1    | C. D. Atlético Baleares  | 25   | 16 | 11 | 3 | 2 | 36 | 8  | +28  | Acceso a Promoción de ascenso para campeones de grupo    |
| 2    | C. D. Menorca            | 25   | 16 | 12 | 1 | 3 | 34 | 8  | +26  | Acceso a Promoción de ascenso para subcampeones de grupo |
| 3    | C. D. Soledad            | 19   | 16 | 8  | 3 | 5 | 30 | 19 | +11  |                                                          |
| 4    | C. D. Atlético Ciudadela | 15   | 16 | 7  | 1 | 8 | 24 | 25 | −1   |                                                          |
| 5    | U. D. Mahón              | 15   | 16 | 7  | 1 | 8 | 32 | 20 | +12  |                                                          |
| 6    | S. D. Ibiza              | 13   | 16 | 5  | 3 | 8 | 15 | 29 | −14  |                                                          |
| 7    | C. D. Manacor            | 13   | 16 | 6  | 1 | 9 | 17 | 25 | −8   |                                                          |
| 8    | U. D. Poblense           | 11   | 16 | 4  | 3 | 9 | 14 | 29 | −15  |                                                          |
| 9    | C. D. Alayor             | 8    | 16 | 1  | 6 | 9 | 6  | 45 | −39  |                                                          |

 Fuente: Fútbol Regional

### Grupo IX
| Pos. | Equipo                   | Pts. | PJ | G  | E | P  | GF | GC | Dif. | Clasificación                                            |
| ---- | ------------------------ | ---- | -- | -- | - | -- | -- | -- | ---- | -------------------------------------------------------- |
| 1    | C. D. Castellón          | 50   | 30 | 23 | 4 | 3  | 80 | 18 | +62  | Acceso a Promoción de ascenso para campeones de grupo    |
| 2    | C. F. Gandía             | 36   | 30 | 14 | 8 | 8  | 52 | 43 | +9   | Acceso a Promoción de ascenso para subcampeones de grupo |
| 3    | C. D. Alcoyano           | 36   | 30 | 14 | 8 | 8  | 43 | 33 | +10  |                                                          |
| 4    | S. D. Sueca              | 35   | 30 | 15 | 5 | 10 | 55 | 40 | +15  |                                                          |
| 5    | C. D. Olímpico de Játiva | 33   | 30 | 14 | 5 | 11 | 55 | 40 | +15  |                                                          |
| 6    | U. D. Carcagente         | 32   | 30 | 14 | 4 | 12 | 55 | 50 | +5   |                                                          |
| 7    | C. D. Acero              | 32   | 30 | 13 | 6 | 11 | 39 | 43 | −4   |                                                          |
| 8    | C. D. Burriana           | 29   | 30 | 11 | 7 | 12 | 49 | 44 | +5   |                                                          |
| 9    | C. D. Onda               | 29   | 30 | 11 | 7 | 12 | 25 | 34 | −9   |                                                          |
| 10   | Atlético Saguntino       | 26   | 30 | 12 | 2 | 16 | 36 | 51 | −15  |                                                          |
| 11   | S. C. Requena            | 26   | 30 | 10 | 6 | 14 | 39 | 50 | −11  |                                                          |
| 12   | Atlético Levante         | 25   | 30 | 8  | 9 | 13 | 30 | 36 | −6   |                                                          |
| 13   | U. D. Oliva              | 25   | 30 | 9  | 7 | 14 | 39 | 50 | −11  |                                                          |
| 14   | C. D. Buñol              | 25   | 30 | 9  | 7 | 14 | 32 | 54 | −22  |                                                          |
| 15   | U. D. Alcira             | 25   | 30 | 8  | 9 | 13 | 35 | 47 | −12  |                                                          |
| 16   | U. D. Canals (D)         | 16   | 30 | 6  | 4 | 20 | 34 | 65 | −31  | Descenso a Categoría Regional                            |

 Fuente: Fútbol Regional

### Grupo X
| Pos. | Equipo                   | Pts. | PJ | G  | E | P  | GF | GC | Dif. | Clasificación                                            |
| ---- | ------------------------ | ---- | -- | -- | - | -- | -- | -- | ---- | -------------------------------------------------------- |
| 1    | Albacete Balompié        | 47   | 30 | 19 | 9 | 2  | 68 | 24 | +44  | Acceso a Promoción de ascenso para campeones de grupo    |
| 2    | C. D. Cartagena          | 42   | 30 | 18 | 6 | 6  | 65 | 21 | +44  | Acceso a Promoción de ascenso para subcampeones de grupo |
| 3    | Imperial C. F.           | 41   | 30 | 18 | 5 | 7  | 58 | 30 | +28  |                                                          |
| 4    | C. D. Eldense            | 38   | 30 | 16 | 6 | 8  | 62 | 31 | +31  |                                                          |
| 5    | Alicante C. F.           | 33   | 30 | 14 | 5 | 11 | 49 | 35 | +14  |                                                          |
| 6    | Jumilla C. F.            | 31   | 30 | 13 | 5 | 12 | 38 | 45 | −7   |                                                          |
| 7    | Rayo Ibense C. F.        | 30   | 30 | 11 | 8 | 11 | 47 | 53 | −6   |                                                          |
| 8    | C. D. Ilicitano          | 30   | 30 | 12 | 6 | 12 | 49 | 52 | −3   |                                                          |
| 9    | C. D. La Roda            | 27   | 30 | 12 | 3 | 15 | 42 | 59 | −17  |                                                          |
| 10   | Atlético Cartagena       | 24   | 30 | 10 | 4 | 16 | 43 | 52 | −9   |                                                          |
| 11   | Cieza C. F.              | 24   | 20 | 11 | 2 | 7  | 40 | 55 | −15  |                                                          |
| 12   | C. D. Lorca              | 24   | 30 | 10 | 4 | 16 | 37 | 70 | −33  |                                                          |
| 13   | Orihuela Deportiva C. F. | 23   | 30 | 9  | 5 | 16 | 39 | 56 | −17  |                                                          |
| 14   | S. D. Almansa (D)        | 23   | 30 | 9  | 5 | 16 | 41 | 48 | −7   | Descenso a Categoría Regional                            |
| 15   | U. D. Aspense (D)        | 23   | 30 | 8  | 7 | 15 | 36 | 57 | −21  | Descenso a Categoría Regional                            |
| 16   | Monóvar C. D. (D)        | 20   | 30 | 7  | 6 | 17 | 40 | 66 | −26  | Descenso a Categoría Regional                            |

 Fuente: Fútbol Regional

### Grupo XI
| Pos. | Equipo                         | Pts. | PJ | G  | E | P  | GF | GC | Dif. | Clasificación                                            |
| ---- | ------------------------------ | ---- | -- | -- | - | -- | -- | -- | ---- | -------------------------------------------------------- |
| 1    | Real Jáen C. F.                | 44   | 30 | 21 | 2 | 7  | 52 | 23 | +29  | Acceso a Promoción de ascenso para campeones de grupo    |
| 2    | C. D. Almería                  | 40   | 30 | 17 | 6 | 7  | 43 | 25 | +18  | Acceso a Promoción de ascenso para subcampeones de grupo |
| 3    | Atlético Marbella              | 37   | 30 | 14 | 9 | 7  | 49 | 36 | +13  |                                                          |
| 4    | Atlético Malagueño             | 35   | 30 | 14 | 7 | 9  | 51 | 27 | +24  |                                                          |
| 5    | C. D. Iliturgi                 | 32   | 30 | 14 | 4 | 12 | 45 | 46 | −1   |                                                          |
| 6    | C. D. Fuengirola               | 31   | 30 | 12 | 7 | 11 | 47 | 37 | +10  |                                                          |
| 7    | Recreativo Granada             | 30   | 30 | 12 | 6 | 12 | 40 | 41 | −1   |                                                          |
| 8    | Antequera C. F.                | 30   | 30 | 13 | 4 | 13 | 42 | 48 | −6   |                                                          |
| 9    | Adra C. F.                     | 29   | 30 | 13 | 3 | 14 | 43 | 47 | −4   |                                                          |
| 10   | C. D. Ronda                    | 27   | 30 | 11 | 5 | 14 | 43 | 59 | −16  |                                                          |
| 11   | Atlético Cordobés              | 27   | 30 | 10 | 7 | 13 | 38 | 45 | −7   |                                                          |
| 12   | Juventud de Torremolinos C. F. | 26   | 30 | 11 | 4 | 15 | 49 | 50 | −1   |                                                          |
| 13   | Imperio de Ceuta S. D.         | 26   | 30 | 10 | 6 | 14 | 42 | 50 | −8   |                                                          |
| 14   | C. D. Juan Sebastián Elcano    | 25   | 30 | 11 | 3 | 16 | 38 | 45 | −7   |                                                          |
| 15   | Priego Industrial C. F. (D)    | 23   | 30 | 8  | 7 | 15 | 31 | 46 | −15  | Descenso a Categoría Regional                            |
| 16   | C. D. Puerto Malagueño (D)     | 18   | 30 | 6  | 6 | 18 | 26 | 54 | −28  | Descenso a Categoría Regional                            |

 Fuente: Fútbol Regional
Notas:
1. ↑  Para la siguiente temporada el C. D. Juan Sebastián Elcano cambió su nombre a Club Atlético Algeciras.

### Grupo XII
| Pos. | Equipo                 | Pts. | PJ | G  | E | P  | GF | GC | Dif. | Clasificación                                            |
| ---- | ---------------------- | ---- | -- | -- | - | -- | -- | -- | ---- | -------------------------------------------------------- |
| 1    | Xerez C. D.            | 45   | 28 | 21 | 3 | 4  | 65 | 16 | +49  | Acceso a Promoción de ascenso para campeones de grupo    |
| 2    | R. B. Linense          | 44   | 28 | 19 | 6 | 3  | 64 | 26 | +38  | Acceso a Promoción de ascenso para subcampeones de grupo |
| 3    | Jerez Industrial C. F. | 43   | 28 | 20 | 3 | 5  | 65 | 22 | +43  |                                                          |
| 4    | Recreatovo Portuense   | 37   | 28 | 17 | 3 | 8  | 49 | 31 | +18  |                                                          |
| 5    | Sevilla Atlético       | 37   | 28 | 15 | 7 | 6  | 62 | 36 | +26  |                                                          |
| 6    | Triana Balompié        | 34   | 28 | 13 | 8 | 7  | 47 | 28 | +19  |                                                          |
| 7    | Atlético Onubense      | 33   | 28 | 13 | 7 | 8  | 49 | 28 | +21  |                                                          |
| 8    | C. D. San Fernando     | 23   | 28 | 9  | 5 | 14 | 51 | 55 | −4   |                                                          |
| 9    | Balón de Cádiz C. F.   | 20   | 28 | 6  | 8 | 14 | 36 | 55 | −19  |                                                          |
| 10   | Puerto Real C. F.      | 19   | 28 | 6  | 7 | 15 | 39 | 64 | −25  |                                                          |
| 11   | Riotinto Balompié      | 19   | 28 | 7  | 5 | 16 | 25 | 63 | −38  |                                                          |
| 12   | Coria C. F.            | 19   | 28 | 8  | 3 | 17 | 34 | 60 | −26  |                                                          |
| 13   | C. D. Kimber-Utrera    | 16   | 28 | 4  | 8 | 16 | 30 | 64 | −34  |                                                          |
| 14   | Ayamonte C. F.         | 16   | 28 | 5  | 6 | 17 | 30 | 53 | −23  |                                                          |
| 15   | C. D. Chiclanero       | 15   | 28 | 5  | 5 | 18 | 35 | 80 | −45  |                                                          |
| 16   | Écija C. F. (D)        | 0    | 0  | 0  | 0 | 0  | 0  | 0  | 0    | Descenso a Categoría Regional                            |

 Fuente: Fútbol Regional
Notas:
1. ↑  El Écija C. F. se retiró de la competición en la segunda vuelta y sus resultados fueron anulados.

### Grupo XIII
| Pos. | Equipo                              | Pts. | PJ | G  | E | P  | GF | GC  | Dif. | Clasificación                                            |
| ---- | ----------------------------------- | ---- | -- | -- | - | -- | -- | --- | ---- | -------------------------------------------------------- |
| 1    | U. D. Salamanca                     | 52   | 30 | 24 | 4 | 2  | 75 | 17  | +58  | Acceso a Promoción de ascenso para campeones de grupo    |
| 2    | C. D. Béjar Industrial              | 47   | 30 | 22 | 3 | 5  | 87 | 23  | +64  | Acceso a Promoción de ascenso para subcampeones de grupo |
| 3    | S. D. Ponferradina                  | 41   | 30 | 17 | 7 | 6  | 81 | 37  | +44  |                                                          |
| 4    | S. D. Hullera Vasco-Leonesa         | 38   | 30 | 16 | 6 | 8  | 56 | 31  | +25  |                                                          |
| 5    | C. D. Juventud del Círculo Católico | 33   | 30 | 15 | 3 | 12 | 49 | 36  | +13  |                                                          |
| 6    | La Bañeza C. F.                     | 31   | 30 | 12 | 7 | 11 | 43 | 49  | −6   |                                                          |
| 7    | Cultural Leonesa                    | 31   | 30 | 12 | 7 | 11 | 43 | 39  | +4   |                                                          |
| 8    | S. D. Gimnástica Arandina           | 27   | 30 | 10 | 7 | 13 | 43 | 55  | −12  |                                                          |
| 9    | S. D. Hulleras de Sabero            | 26   | 30 | 9  | 8 | 13 | 28 | 49  | −21  |                                                          |
| 10   | S. D. Gimnástica Medinense          | 26   | 30 | 11 | 4 | 15 | 37 | 50  | −13  |                                                          |
| 11   | Ciudad Rodrigo C. F.                | 25   | 30 | 9  | 7 | 14 | 48 | 47  | +1   |                                                          |
| 12   | C. F. Júpiter Leonés                | 25   | 30 | 10 | 5 | 15 | 35 | 46  | −11  |                                                          |
| 13   | Recreativo Europa Delicias          | 23   | 30 | 7  | 9 | 14 | 48 | 50  | −2   |                                                          |
| 14   | C. D. Astorga                       | 20   | 30 | 6  | 8 | 16 | 36 | 69  | −33  |                                                          |
| 15   | C. D. Peñaranda de Bracamonte (D)   | 18   | 30 | 8  | 2 | 20 | 35 | 114 | −79  | Descenso a Categoría Regional                            |
| 16   | C. D. Salmantino (D)                | 17   | 30 | 5  | 7 | 18 | 26 | 58  | −32  | Descenso a Categoría Regional                            |

 Fuente: Fútbol Regional

### Grupo XIV
| Pos. | Equipo                     | Pts. | PJ | G  | E | P  | GF  | GC | Dif. | Clasificación                                            |
| ---- | -------------------------- | ---- | -- | -- | - | -- | --- | -- | ---- | -------------------------------------------------------- |
| 1    | A. D. Rayo Vallecano       | 56   | 30 | 26 | 4 | 0  | 102 | 14 | +88  | Acceso a Promoción de ascenso para campeones de grupo    |
| 2    | Talavera C. F.             | 47   | 30 | 21 | 5 | 4  | 60  | 23 | +37  | Acceso a Promoción de ascenso para subcampeones de grupo |
| 3    | A. D. Plus Ultra           | 42   | 30 | 18 | 6 | 6  | 77  | 27 | +50  |                                                          |
| 4    | C. D. Toledo               | 36   | 30 | 15 | 6 | 9  | 53  | 38 | +15  |                                                          |
| 5    | S. D. Gimnástica Segoviana | 34   | 30 | 15 | 4 | 11 | 58  | 38 | +20  |                                                          |
| 6    | U. B. Conquense            | 33   | 30 | 13 | 7 | 10 | 43  | 41 | +2   |                                                          |
| 7    | Ávila C. F.                | 31   | 30 | 13 | 5 | 12 | 49  | 41 | +8   |                                                          |
| 8    | C. D. Guadalajara (D)      | 31   | 30 | 11 | 9 | 10 | 44  | 36 | +8   | Descenso a Categoría Regional                            |
| 9    | C. D. Carabanchel          | 30   | 30 | 12 | 6 | 12 | 45  | 47 | −2   |                                                          |
| 10   | C. D. Femsa                | 29   | 30 | 13 | 3 | 14 | 45  | 48 | −3   |                                                          |
| 11   | S. R. Boetticher y Navarro | 25   | 30 | 10 | 5 | 15 | 48  | 64 | −16  |                                                          |
| 12   | C. D. Colonia Moscardó     | 21   | 30 | 8  | 5 | 17 | 36  | 59 | −23  |                                                          |
| 13   | Getafe Deportivo           | 18   | 30 | 6  | 6 | 18 | 27  | 66 | −39  |                                                          |
| 14   | R. S. D. Alcalá            | 18   | 30 | 7  | 4 | 19 | 30  | 61 | −31  |                                                          |
| 15   | U. D. Santa Bárbara        | 16   | 30 | 6  | 4 | 20 | 46  | 99 | −53  |                                                          |
| 16   | C. D. Leganés (D)          | 13   | 30 | 4  | 5 | 21 | 25  | 86 | −61  | Descenso a Categoría Regional                            |

 Fuente: Fútbol Regional
Notas:
1. ↑  El C. D. Guadalajara se retiró de la competición durante dos años al quedarse sin terreno de juego donde poder disputar sus partidos.

### Grupo XV
| Pos. | Equipo                  | Pts. | PJ | G  | E  | P  | GF | GC | Dif. | Clasificación                                            |
| ---- | ----------------------- | ---- | -- | -- | -- | -- | -- | -- | ---- | -------------------------------------------------------- |
| 1    | C. D. Badajoz           | 43   | 30 | 17 | 9  | 4  | 69 | 26 | +43  | Acceso a Promoción de ascenso para campeones de grupo    |
| 2    | C. D. Cacereño          | 41   | 30 | 17 | 7  | 6  | 74 | 22 | +52  | Acceso a Promoción de ascenso para subcampeones de grupo |
| 3    | C. D. Villarrobledo     | 39   | 30 | 17 | 5  | 8  | 57 | 28 | +29  |                                                          |
| 4    | Tomelloso C. F.         | 36   | 30 | 15 | 6  | 9  | 43 | 28 | +15  |                                                          |
| 5    | C. D. Díter Zafra       | 35   | 30 | 15 | 5  | 10 | 65 | 36 | +29  |                                                          |
| 6    | U. D. Socuéllamos C. F. | 34   | 30 | 15 | 4  | 11 | 55 | 51 | +4   |                                                          |
| 7    | C. D. Manchego          | 33   | 30 | 12 | 9  | 9  | 50 | 37 | +13  |                                                          |
| 8    | C. F. Extremadura       | 32   | 30 | 14 | 4  | 12 | 46 | 36 | +10  |                                                          |
| 9    | S. D. Emeritense        | 29   | 30 | 11 | 7  | 12 | 41 | 53 | −12  |                                                          |
| 10   | C. D. Plasencia         | 29   | 30 | 12 | 5  | 13 | 45 | 41 | +4   |                                                          |
| 11   | C. D. Don Benito        | 29   | 30 | 10 | 9  | 11 | 37 | 39 | −2   |                                                          |
| 12   | Madrileño C. F.         | 29   | 30 | 7  | 15 | 8  | 39 | 37 | +2   |                                                          |
| 13   | Alcázar C. F.           | 24   | 30 | 9  | 6  | 15 | 46 | 56 | −10  |                                                          |
| 14   | C. D. Bolañego          | 19   | 30 | 8  | 3  | 19 | 26 | 74 | −48  |                                                          |
| 15   | C. F. Morante           | 15   | 30 | 5  | 5  | 20 | 29 | 79 | −50  |                                                          |
| 16   | Pedro Muñoz C. F.       | 13   | 30 | 4  | 5  | 21 | 20 | 99 | −79  |                                                          |

 Fuente: Fútbol Regional
Notas:
1. ↑  Al finalizar la temporada el C. F. Morante se trasladó de se traslada de Montijo a Puebla de la Calzada, cambiando su nombre a C. D. Pastas Gallo

## Promoción de ascenso a Segunda División

### Equipos clasificados
Los siguientes equipos se clasificaron para la promoción de ascenso a Segunda División:
En negrita se indican los equipos que ascendieron a Segunda División.
| Grupo I          | Grupo II          | Grupo III                    | Grupo IV            | Grupo V                    |
| ---------------- | ----------------- | ---------------------------- | ------------------- | -------------------------- |
| 1º Club Ferrol   | 1º Real Avilés CF | 1º Gimnástica de Torrelavega | 1º Deportivo Alavés | 1º CD Calvo Sotelo Andorra |
| 2º SD Compostela | 2º CD Praviano    | 2º Sestao SC                 | 2º SD Eibar         | 2º SD Huesca               |

| Grupo VI-VII               | Grupo VI-VII | Grupo VIII              | Grupo IX        | Grupo X              |
| -------------------------- | ------------ | ----------------------- | --------------- | -------------------- |
| 1º CD Condal               | 2º UD Lérida | 1º CD Atlético Baleares | 1º CD Castellón | 1º Albacete Balompié |
| 3º Gimnástico de Tarragona | 4º UD Sans   | 2º CD Menorca           | 2º CF Gandía    | 2º CD Cartagena      |

| Grupo XI        | Grupo XII     | Grupo XIII             | Grupo XIV            | Grupo XV       |
| --------------- | ------------- | ---------------------- | -------------------- | -------------- |
| 1º Real Jaén CF | 1º Xerez CD   | 1º UD Salamanca        | 1º AD Rayo Vallecano | 1º CD Badajoz  |
| 2º CD Almería   | 2º RB Linense | 2º CD Béjar Industrial | 2º Talavera CF       | 2º CD Cacereño |

|  | Clasificado para la Promoción de campeones de grupo ( si obtuvo el ascenso)                          |
|  | Clasificado para la Promoción de subcampeones de grupo y de segunda división ( si obtuvo el ascenso) |

### Equipos ascendidos
Los siguientes equipos ascendieron a Segunda División:
| - Club Deportivo Badajoz | - Club Deportivo Condal | - Unión Deportiva Lérida | - Agrupación Deportiva Rayo Vallecano |